# Телескоп Нової Технології
Телескоп Нової Технології (англ. New Technology Telescope, NTT) — 3,58-метровий телескоп Річі — Кретьєна, який експлуатується Європейською південною обсерваторією. Розпочав роботу в 1989 році. Розташований у Чилі в обсерваторії Ла-Сілья і був піонером у використанні активної оптики. Телескоп і його корпус створено за революційним дизайном для оптимальної якості зображення.

## Характеристики

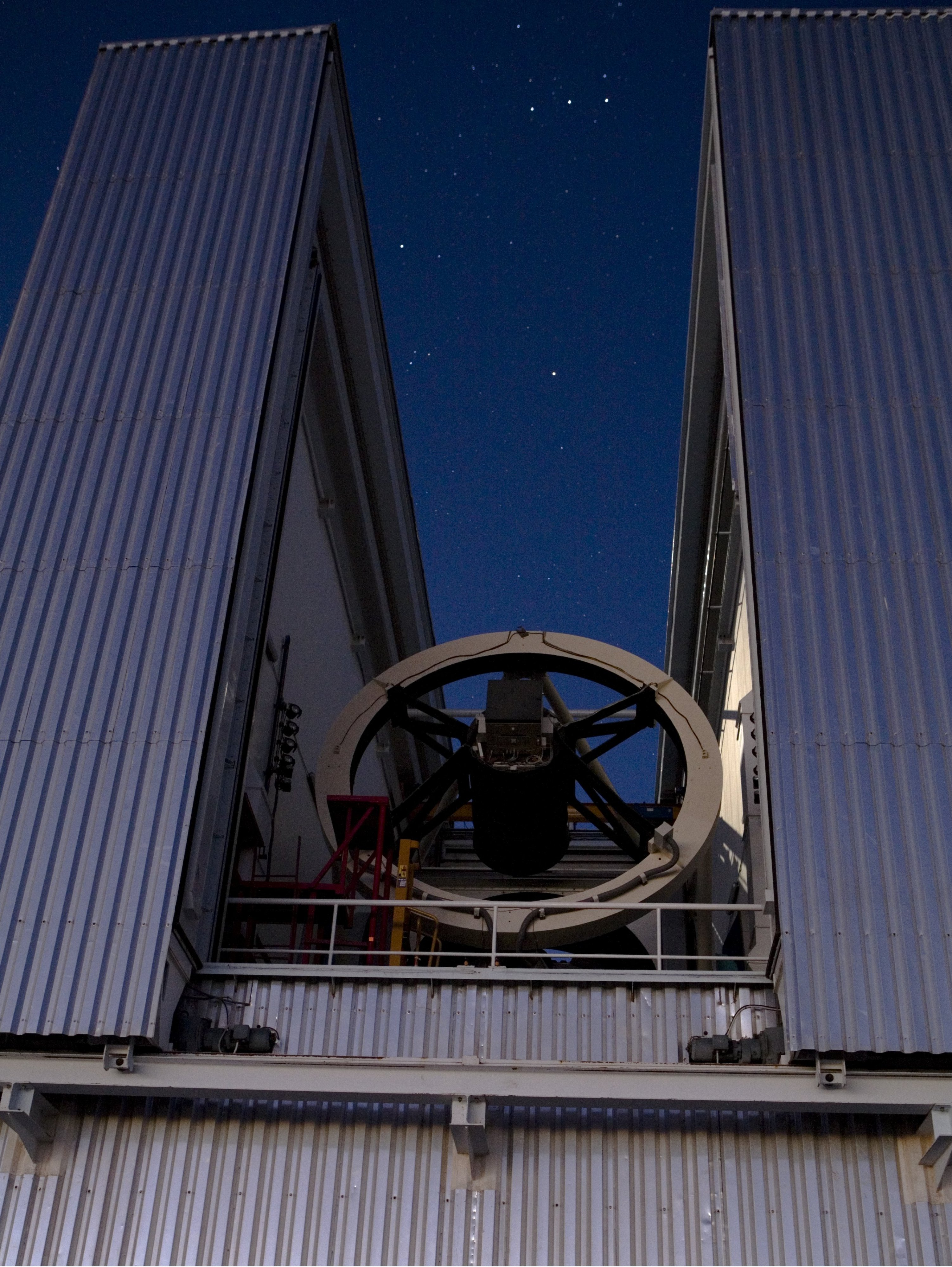
Телескоп Нової Технології унікальний тим, що він може спостерігати дуже низько на горизонті.

Головне дзеркало NTT є гнучким і його форма активно коригується під час спостережень актуаторами для збереження оптимальної якості зображення. Положення вторинного дзеркала також активно контролюється в трьох напрямках. Ця технологія, розроблена ESO, відома як активна оптика, зараз застосовується до всіх основних сучасних телескопів, таких як Дуже великий телескоп у Серро-Параналь і майбутній Європейський Надзвичайно великий телескоп. Конструкція восьмикутного корпусу NTT є ще одним технологічним проривом. Купол телескопа відносно невеликий і вентилюється за допомогою системи заслінок, завдяки чому повітря плавно тече через дзеркало, зменшуючи турбулентність і створюючи чіткіші зображення.
NTT був першим телескопом, який використовує так звану активну оптику: петля зворотного зв'язку, яка активно підтримує (порівняно тонке) монолітне дзеркало у формі, використовуючи численні приводи, на які встановлюється дзеркало.